# Bełżec
Bełżec ([ˈbɛu̯ʐɛt͡s]) är en by i Lublins vojvodskap i nuvarande sydöstra Polen som har blivit internationellt känd för ett av Nazitysklands förintelseläger.

## Lägrets historia

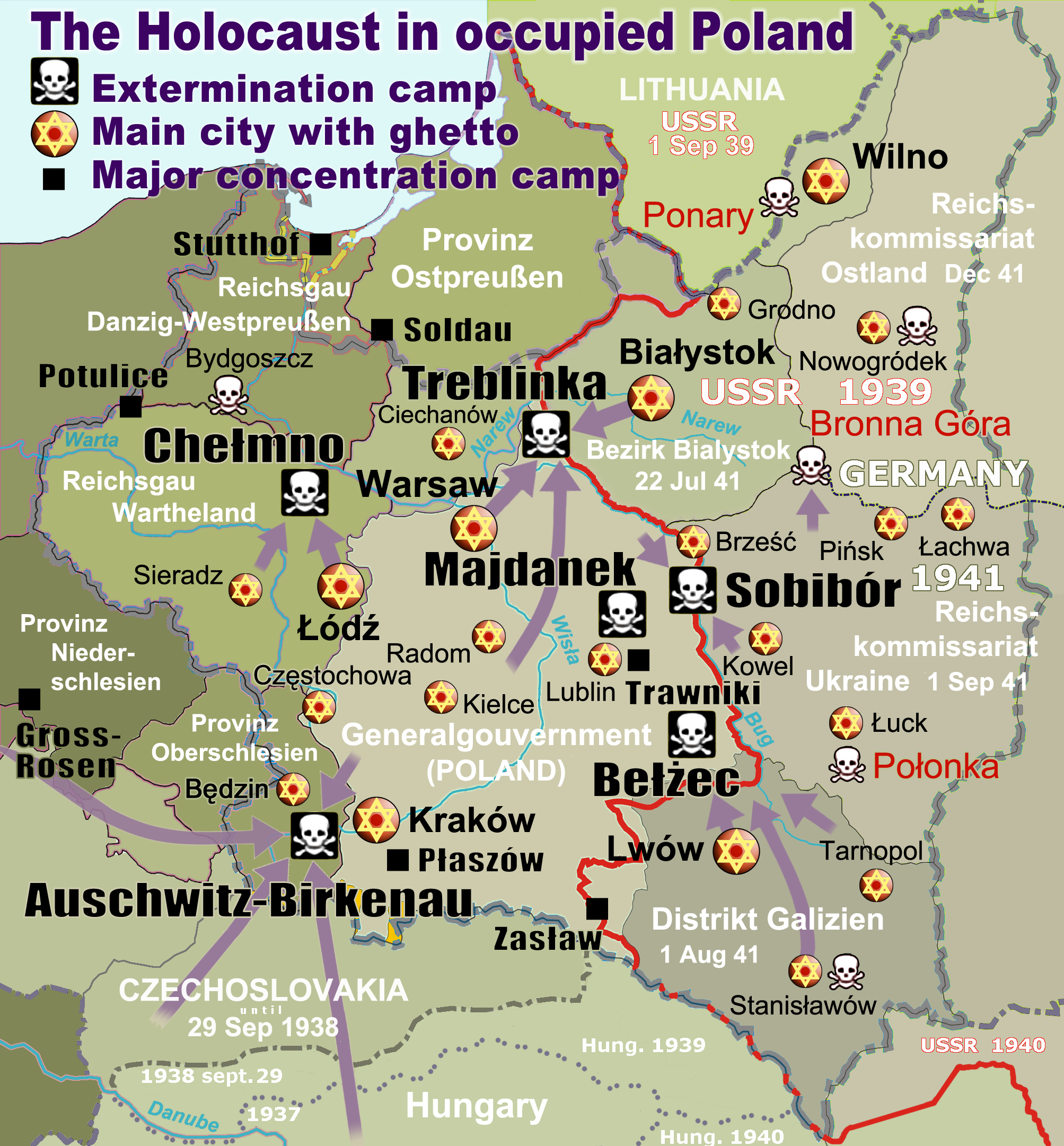
Förintelselägret Bełżecs läge i sydöstra Generalguvernementet.

Lägret i Bełżec inrättades i april 1940 som arbetsläger. På order av Reichsführer-SS Heinrich Himmler initierade Odilo Globocnik lägrets ombyggnad till förintelseläger i november 1941. Ombyggnaden leddes av SS-Obersturmführer Richard Thomalla. Till kommendant utsågs Christian Wirth, som hade erfarenhet från Nazitysklands eutanasiprogram Aktion T4. Bełżec var ett av de tre förintelseläger, som ingick i Operation Reinhard, kodnamnet för nazisternas utrotning av Generalguvernementets judiska befolkning. Bełżec var beläget i distriktet Lublin.
I mars 1942 inleddes lägrets verksamhet, som pågick till slutet av december samma år. Under de första månaderna 1943 försökte man utradera spåren av lägret, den så kallade Aktion 1005. Bland annat lät man gräva upp liken efter de mördade och bränna dessa på stora bål. Man beräknar att omkring 600 000 judar och cirka 15 000 romer mördades i Bełżec.
Endast två interner som lyckades fly från Bełżec vittnade i domstol om sina upplevelser, Rudolf Reder och Chaim Herszman. Den senare sköts den 19 mars 1946, dagen efter att ha vittnat om sina upplevelser i lägret.

## Kommendanter
1. Christian Wirth (1941–1942)
2. Gottlieb Hering (1942–1943)

## Övrig personal (urval)
- Heinrich Barbl
- Arthur Dachsel, lägerfunktionär i Bełżec och senare i Sobibór, försvann 1945
- Reinhold Feix, född 3 juli 1909, Hauptscharführer, död 1969
- Heinrich Gley
- Karl Gringers, dödad i Italien 1944
- Rudolf Göckel, ansvarig för tågtransporterna i lägret, död 1965
- Lorenz Hackenholt
- Fritz Jirmann
- Josef Oberhauser
- Karl Schluch
- Gottfried Schwarz
- Friedrich "Fritz" Tauscher, född 20 maj 1903, Oberscharführer, tjänstgöring i Bełżecs krematorium, senare kommendant för tvångsarbetslägret i Dorohucza, begick 1965 självmord i fängelse
- Ernst Zierke